# Río Challuayacu (Río Huallaga)
Der Río Challuayacu ist ein etwa 33 km langer rechter Nebenfluss des Río Huallaga in der Region San Martín im zentralen Norden Perus. Der Flusslauf befindet sich im äußersten Südosten des Distrikts Campanilla in der Provinz Mariscal Cáceres.

## Flusslauf
Der Río Challuayacu entspringt in einem Höhenkamm östlich des Río Huallaga auf einer Höhe von etwa 1300 m. Das Quellgebiet befindet sich nahe dem Kreuzungspunkt der Distrikte Campanilla im Nordwesten, Pólvora (Provinz Tocache) im Südwesten sowie Alto Biavo (Provinz Bellavista) im Südosten. Dort trifft das Einzugsgebiet des Río Challuayacu auf das der Quebrada Pulcache, ein Zufluss des oberstrom gelegenen Río Huallaga, und auf das des Río Piquiyacu, ein Nebenfluss des Río Biavo. Der Río Challuayacu fließt in überwiegend nördlicher Richtung durch eine vorandine Hügellandschaft. Er weist dabei ein teils stark mäandrierendes Verhalten mit zahlreichen Flussschlingen und Altarmen auf. Schließlich mündet er auf einer Höhe von etwa 320 m knapp 2 km südlich des Distriktverwaltungszentrums Campanilla in den Río Huallaga.

## Einzugsgebiet
Der Río Challuayacu entwässert ein Areal von etwa 120 km². Dieses wird im Süden und im Osten von einem teils mehr als 1000 m hohen Höhenkamm begrenzt, im Westen trennt ein 600 m hoher Höhenrücken das Gebiet von dem Einzugsgebiet des weiter westlich fließenden Río Shumanza. Weiter östlich befindet sich das Quellgebiet des Río Cuñumbuza. Das Gebiet ist sehr gering besiedelt. Es erstrecken sich über die tieferen Lagen landwirtschaftliche Nutzflächen, die Höhenkämme sind mit Bergregenwald bedeckt.